# مارسل شین

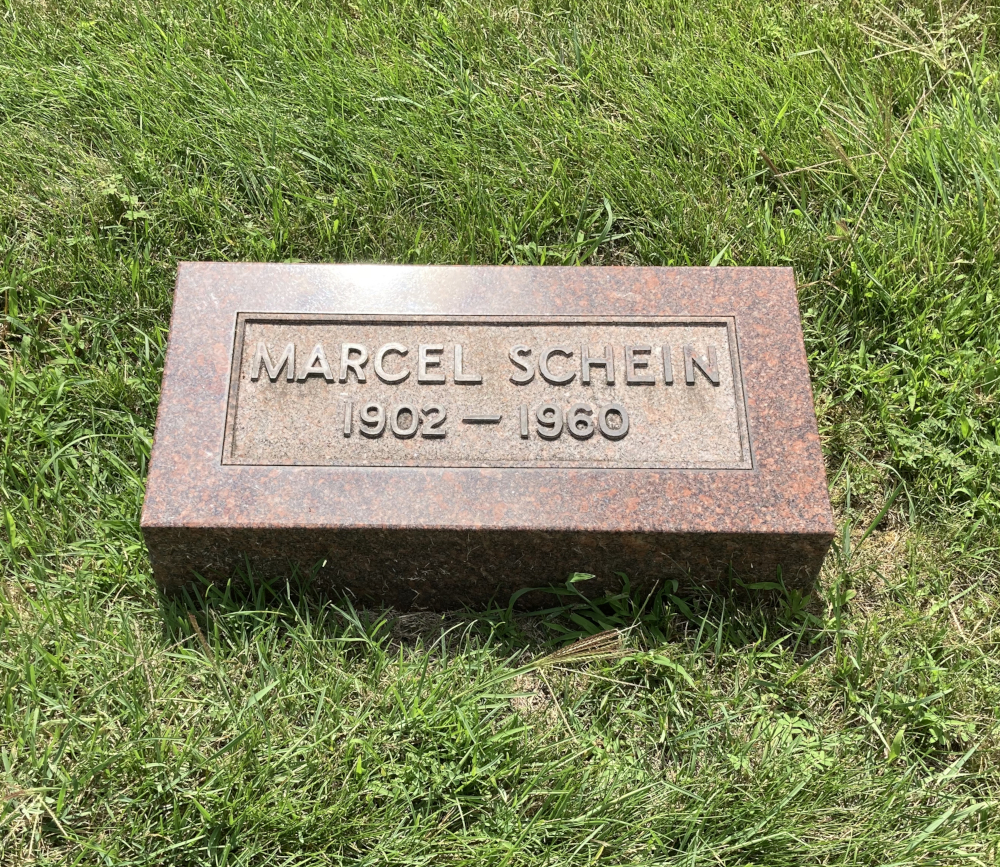
نمایی از سنگ‌مزار مارسل شین در شیکاگو - ۲۰۲۲

 مارسل شین (انگلیسی: Marcel Schein؛ زاده ۱۹۰۲ درگذشته ۱۹۶۰)  فیزیک‌دان اهل ایالات متحده آمریکا بود.